# Kieran Culkin
Kieran Kyle Culkin (New York, 1982. szeptember 30.–) Oscar-, BAFTA-, kétszeres Golden Globe- és Primetime Emmy-díjas amerikai színész. 
Pályafutását gyermekszínészként kezdte, 1990-ben és 1992-ben bátyja, Macaulay mellett szerepelt a Reszkessetek, betörők! filmsorozatban. Áttörését a Minden jöhet (2002) című filmben szerezte, mellyel kritikai elismerést szerzett és Golden Globe-díjra jelölték legjobb férfi mellékszereplő kategóriában. Wallace Wells szerepéről is jól ismert a Scott Pilgrim a világ ellen című kultuszfilmből.
A 2024-es Rokonszenvedés című film mellékszereplőjeként Oscar-, BAFTA- és Golden Globe-díjakat vehetett át.
Színpadi előadásokon is fellépett, főként Kenneth Lonergan This Is Our Youth című darabjának több produkciójában. 2015-ben Rye Gerhardtot alakította a Fargo FX-es című sorozat 2. évadjában. 2018–2023 között az Utódlás főszereplőjeként nyert Golden Globe-ot és Primetime Emmy-díjat.

## Fiatalkora
Culkin New Yorkban született Patricia Brentrup és Kit Culkin egykori színpadi színész gyermekeként, aki többször fellépett a Broadwayen. Hat testvére van - Shane, Dakota, Macaulay, Quinn, Christian és Rory – akik mindannyian szintén színészek. 1994-ben Culkin szülei elváltak, és azóta elidegenedett az apjától.

## Magánélete
2013-ban feleségül vette Jazz Chartont. Közös kislányuk 2019. szeptember 13-án született.

## Filmográfia

### Film
| Év   | Magyar cím                                       | Eredeti cím                                   | Szerep                    | Magyar hang      |
| ---- | ------------------------------------------------ | --------------------------------------------- | ------------------------- | ---------------- |
| 1990 | Reszkessetek, betörők!                           | Home Alone                                    | Fuller McCallister        |                  |
| 1991 | Mama pici fia                                    | Only the Lonely                               | Patrick Muldoon Jr.       |                  |
| 1991 | Örömapa                                          | Father of the Bride                           | Matty Banks               | Szalay Csongor   |
| 1992 | Reszkessetek, betörők! 2. – Elveszve New Yorkban | Home Alone 2: Lost in New York                | Fuller McCallister        |                  |
| 1993 | Hiába futsz                                      | Nowhere to Run                                | Mike "Mookie" Anderson    | Simoncsik Attila |
| 1994 | Családba nem üt a ménkű                          | My Summer Story                               | Ralph "Ralphie" Parker    | Molnár Levente   |
| 1995 | Örömapa 2.                                       | Father of the Bride Part II                   | Matty Banks               | Vicsek Miklós    |
| 1996 | Amanda                                           | Amanda                                        | Biddle Farnsworth         |                  |
| 1998 | Az óriás                                         | The Mighty                                    | Kevin Dillon              | Kováts Dániel    |
| 1999 | A csaj nem jár egyedül                           | She’s All That                                | Simon Boggs               | Bíró Attila      |
| 1999 | A szív dallamai                                  | Music of the Heart                            | Alexi Tzavaras            |                  |
| 1999 | Árvák hercege                                    | The Cider House Rules                         | Buster                    | Skolnik Rudolf   |
| 2002 | Oltári fiúk                                      | The Dangerous Lives of Altar Boys             | Tim Sullivan              |                  |
| 2002 | Minden jöhet                                     | Igby Goes Down                                | Jason "Igby" Slocumb, Jr. | Előd Álmos       |
| 2002 | Minden jöhet                                     | Igby Goes Down                                | Jason "Igby" Slocumb, Jr. | Baráth István    |
| 2008 | Kuszaságok                                       | Lymelife                                      | Jimmy Bartlett            | Molnár Levente   |
| 2009 | Ryan Reynolds, a képzelt szuperhős               | Paper Man                                     | Christopher               | Minárovits Péter |
| 2010 | Scott Pilgrim a világ ellen                      | Scott Pilgrim vs. the World                   | Wallace Wells             | Berkes Bence     |
| 2011 | Margaret                                         | Margaret                                      | Paul Hirsch               | Kovács Lehel     |
| 2013 | Movie 43: Botrányfilm                            | Movie 43                                      | Neil (Veronica-szegmens)  | Előd Álmos       |
| 2015 |                                                  | Quitters                                      | Mr. Becker                |                  |
| 2016 |                                                  | Wiener-Dog                                    | Brandon McCarthy          |                  |
| 2017 |                                                  | Infinity Baby                                 | Ben                       |                  |
| 2020 |                                                  | Father of the Bride, Part 3(ish)y (rövidfilm) | Matty Banks               |                  |
| 2021 | Semmi hirtelen mozdulat                          | No Sudden Move                                | Charley                   | Ágoston Péter    |
| 2024 | Rokonszenvedés                                   | A Real Pain                                   | Benji Kaplan              |                  |

### Televízió
| Év        | Magyar cím                        | Eredeti cím                            | Szerep                                      | Megjegyzések                                  |
| --------- | --------------------------------- | -------------------------------------- | ------------------------------------------- | --------------------------------------------- |
| 1991–2022 | Saturday Night Live               | Saturday Night Live                    | Froggy / önmaga / Matthew "Matty" Banks     | 3 epizód                                      |
| 1996      | Frasier – A dumagép               | Frasier                                | Jimmy (hangja)                              | 1 epizód                                      |
| 1999      | A koboldok varázslatos legendája  | The Magical Legend of the Leprechauns  | Barney O’Grady                              | - 2 epizód - magyar hangja: - Előd Álmos      |
| 2001      |                                   | Go Fish                                | Andy "Fish" Troutner                        | 5 epizód                                      |
| 2015      | Fargo                             | Fargo                                  | Rye Gerhardt                                | 2 epizód                                      |
| 2015      | Királyok hétköznapjai             | Long Live the Royals                   | Peter (hangja)                              | 4 epizód                                      |
| 2018–2023 | Utódlás                           | Succession                             | Roman Roy                                   | - főszereplő - magyar hangja: - Horváth Illés |
| 2020      | Robotcsirke                       | Robot Chicken                          | Joe Jonas / Nostradamus gyakornoka (hangja) | 1 epizód                                      |
| 2022      | A Fiúk ördögi oldala              | The Boys Presents: Diabolical          | O.D. (hangja)                               | 1 epizód                                      |
| 2022–     | Vigyázz, ufók!                    | Solar Opposites                        | Glen Kumstein / Dodge Charger (hangja)      | főszereplő                                    |
| 2023      | Elvis, a titkos ügynök            | Agent Elvis                            | Gabriel Wolf (hangja)                       | 1 epizód                                      |
| 2023      | Scott Pilgrim rákapcsol           | Scott Pilgrim Takes Off                | Wallace Wells (hangja)                      | főszereplő                                    |
| 2023      | Még egy esély                     | Teenage Euthanasia                     | Ref Mazos                                   | 1 epizód                                      |
| 2024      | A galaxis második legjobb kórháza | The Second Best Hospital in the Galaxy | Dr. Plowp (hangja)                          | főszereplő                                    |

### Színpadi szerepek
| Év   | Cím               | Szerep         | Megjegyzés                                            |
| ---- | ----------------- | -------------- | ----------------------------------------------------- |
| 2000 | The Moment When   | Wilson         | Playwrights Horizons, New York                        |
| 2003 | This Is Our Youth | Warren Straub  | Garrick színház, London                               |
| 2004 | After Ashley      | Justin Hammond | Vineyard színház, New York Obie-díj a teljesítményért |
| 2007 | subUrbia          | Buff           | Second Stage színház, New York                        |
| 2012 | This Is Our Youth | Dennis Ziegler | Sydney Opera Ház, Sydney                              |
| 2014 | This Is Our Youth | Dennis Ziegler | Steppenwolf színház, Chicago                          |
| 2014 | This Is Our Youth | Dennis Ziegler | Cort színház, New York                                |

## Fontosabb díjak és jelölések

### Film
| Év   | Díj                     | Kategória                                           | Jelölt         | Eredmény |
| ---- | ----------------------- | --------------------------------------------------- | -------------- | -------- |
| 2024 | Oscar-díj               | legjobb férfi mellékszereplő                        | Rokonszenvedés | Elnyerte |
| 2024 | BAFTA-díj               | legjobb férfi mellékszereplő                        | Rokonszenvedés | Elnyerte |
| 2024 | Screen Actors Guild-díj | legjobb férfi mellékszereplő                        | Rokonszenvedés | Elnyerte |
| 2024 | Golden Globe-díj        | legjobb férfi mellékszereplő                        | Rokonszenvedés | Elnyerte |
| 2003 | Golden Globe-díj        | Legjobb férfi főszereplő (zenés film vagy vígjáték) | Minden jöhet   | Jelölve  |

### Televízió
Golden Globe-díj
- Díj — legjobb férfi főszereplő (drámasorozat) (2024)
- Jelölve — legjobb férfi mellékszereplő (sorozat, minisorozat vagy tévéfilm) (2019, 2020, 2022)

Primetime Emmy-díj
- Díj — legjobb férfi főszereplő (drámasorozat) (2023)
- Jelölve — legjobb férfi mellékszereplő (drámasorozat) (2020, 2022)